# گروولند-بیگ اوک فلت (کالیفرنیا)
گروولند-بیگ اوک فلت (به انگلیسی: Groveland-Big Oak Flat) یک منطقهٔ مسکونی در ایالات متحده آمریکا است که در شهرستان توآلومی، کالیفرنیا قرار دارد. گروولند-بیگ اوک فلت ۷۴٫۶ کیلومتر مربع مساحت و ۳٬۳۸۸ نفر جمعیت دارد و ۷۷۸ متر بالاتر از سطح دریا قرار دارد.